# Великомихайловское сельское поселение
Великомиха́йловское се́льское поселе́ние — упразднённое муниципальное образование в Новооскольском районе Белгородской области.
Административный центр — село Великомихайловка.
19 апреля 2018 года упразднено при преобразовании Новооскольского района в Новооскольский городской округ.

## История
Великомихайловское сельское поселение образовано 20 декабря 2004 года в соответствии с Законом Белгородской области № 159.

## Население
| 2010  | 2011  | 2012  | 2013  | 2014  | 2015  | 2016  |
| ----- | ----- | ----- | ----- | ----- | ----- | ----- |
| 2996  | ↘2984 | ↘2909 | ↘2874 | ↘2857 | ↘2847 | ↘2816 |
| 2017  | 2018  |       |       |       |       |       |
| ↘2748 | ↘2698 |       |       |       |       |       |

## Состав сельского поселения
| № | Населённый пункт   | Тип населённого пункта       | Население |
| - | ------------------ | ---------------------------- | --------- |
| 1 | Великомихайловка   | село, административный центр | ↘1955     |
| 2 | Подвислое          | село                         | ↘189      |
| 3 | Покрово-Михайловка | село                         | ↘852      |